# Hermann Kolbe
Adolph Wilhelm Hermann Kolbe (født 27. september 1818 i Elliehausen ved Göttingen, død 25. november 1884 i Leipzig) var en tysk kemiker.
Kolbe studerede fra 1838 naturvidenskab, særlig kemi, i Göttingen, blev 1842 assistent hos Robert Wilhelm Bunsen i Marburg, tog doktorgraden her 1842, drog 1845 til London, hvor han blev assistent hos Lyon Playfair, og vendte 1847 tilbage til Marburg, hvor han sammen med Edward Frankland fortsatte et i London påbegyndt arbejde om nitriterne. Samme år flyttede han imidlertid til Braunschweig, hvor han i årene 1847—51 redigerede Justus von Liebigs Handwörterbuch der Chemie. I 1851 blev han kaldet til at være Bunsens eftermand som professor i kemi i Marburg; her udfoldede han navnlig fra 1858 en betydningsfuld og usædvanlig lærervirksomhed; endelig blev han 1865 professor i kemi ved universitetet i Leipzig, hvor han virkede til sin død. Kolbes arbejder hører væsentligst ind under den organiske kemis område. Særlig betydningsfulde var hans undersøgelser over klorets indvirkning på svovlkulstof, over sønderdelingen af organiske syrer ved den elektriske strøm, over fremstillingen af kulstofrigere syrer af de mindre kulstofholdige ved hjælp af alkoholradikalernes cyanider og over kakodylets sammensætning. Med læren om de parrede radikaler som udgangspunkt søgte Kolbe at udvikle den teoretiske kemi på ejendommelig måde og trådte ofte i opposition mod de herskende anskuelser. Allerede i den ovennævnte "Handwörterbuch" fremsatte han under artiklerne "Formler" og "Parrede forbindelser" sine ideer om de fede syrers konstitution; videre udviklede han sine anskuelser i en afhandling i Liebigs annaler Ueber die chemische Konstitution und Natur der organischen Radikale, og den endelige skikkelse fik hans radikalteori i et 1859 sammesteds offentliggjort arbejde Ueber den natürlichen Zusammenhang der organischen mit den unorganischen Verbindungen, die wissenschaftliche Grundlage zu einer naturgemässen Klassifikation der organischen chemischen Körper. 
Hovedresultatet af Kolbes teoretiske overvejelser er udtalt i følgende sætning "De organiske stoffer er uden undtagelse afledningsprodukter af uorganiske forbindelser og til dels direkte tøj opståede af disse ved vidunderlig simple substitutionsprocesser". Alkoholer, karbonsyrer, aldehyder, ketoner afledes ifølge Kolbe af kulsyren, sulfonsyrerne af svovlsyre osv. I 1861 opdagede Kolbe dannelsen af korallin af fenol og 1873 en meget simpel metode til fremstilling af salicylsyre af fenol og kulsyre; salicylsyrens antiseptiske egenskaber påviste han i det følgende år. Kolbe har foruden talrige videnskabelige arbejder udgivet en lærebog i organisk kemi (1855—64) og en kortfattet lærebog i uorganisk kemi (1878, 2. oplag 1884), fremdeles en kortfattet lærebog i organisk kemi (1883). Tillige har han udgivet beskrivelser af de kemiske laboratorier i Marburg og i Leipzig samt et mindre arbejde Zur Enwickelungsgeschichte der organischen Chemie (1881). Fra 1870 var han udgiver af Journal für praktische Chemie, hvor hans senere arbejder, deriblandt adskillige stærkt polemiske artikler, er offentliggjorte. 